# Qiaokou
Qiaokou, tidigare romaniserat Chiaokow, är ett stadsdistrikt i Wuhan i Hubei-provinsen i centrala Kina.
Qiaokou utgör en del av den tidigare fördragshamnen Hankou, som slogs samman med två andra städer för att bilda Wuhan 1953. 

## Källa
1. ↑  ”worldpostmarks.net”. Arkiverad från originalet den 2 januari 2015. https://web.archive.org/web/20150102101710/http://worldpostmarks.net/HTML%20Countries/china.htm. Läst 28 januari 2015.